# (532037) Chiminigagua
(532037) Chiminigagua, designación provisional 2013 FY27, es un objeto transneptuniano y objeto binario que pertenece al disco disperso (como Eris). Su descubrimiento se anunció el 31 de marzo de 2014. Tiene una magnitud absoluta (H) de 3.2. Chiminigagua es un objeto binario, con dos componentes de aproximadamente 740 km y 190 km de diámetro. Es el noveno objeto transneptuniano conocido más intrínsecamente brillante.
El sednoide 2012 VP113 y el objeto del disco disperso 2013 FZ27 fueron descubiertos por el mismo estudio que Chiminigagua y se anunciaron con aproximadamente una semana de diferencia.

## Órbita

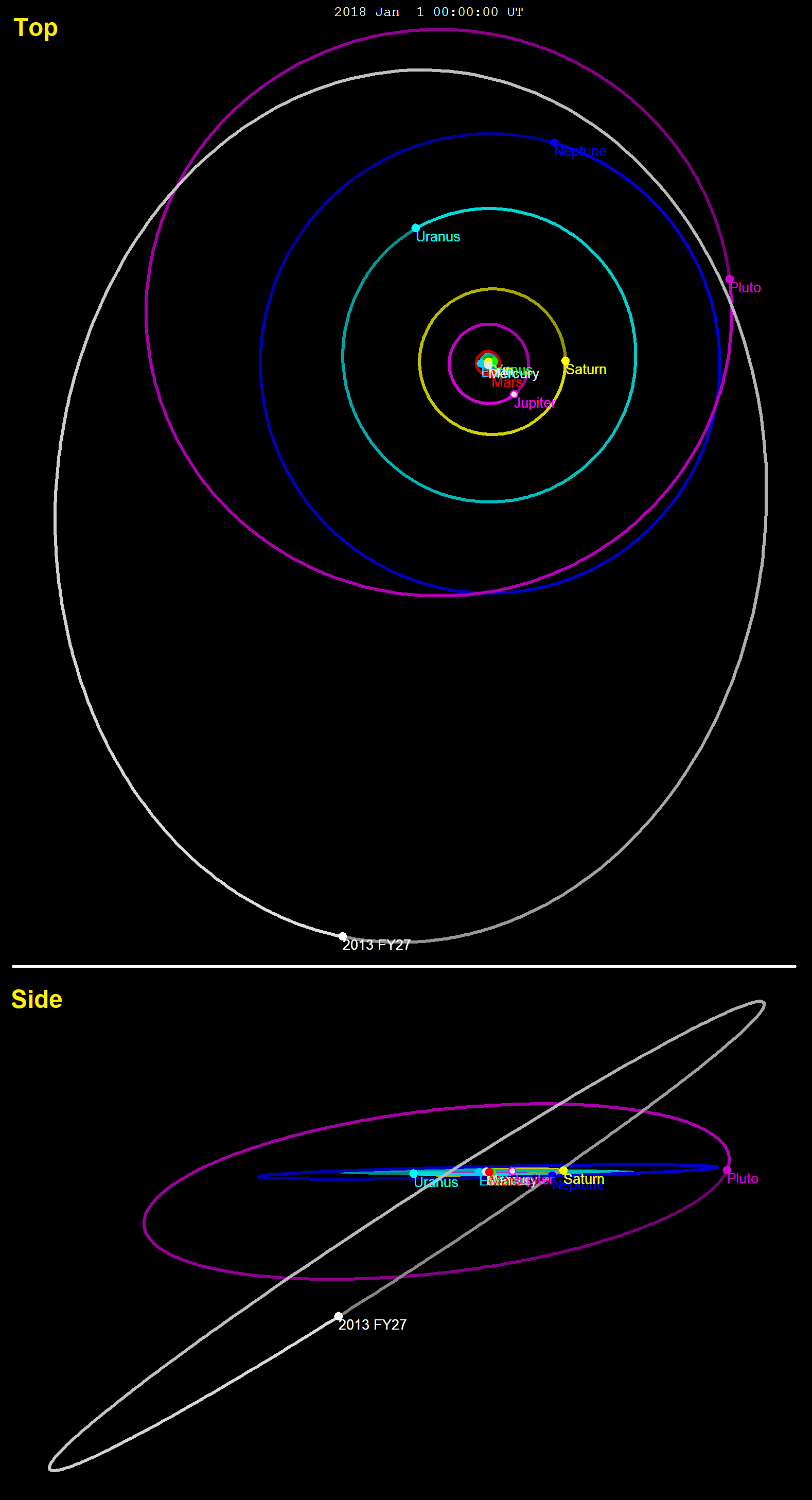
Órbita de Chiminigagua

Chiminigagua orbita alrededor del Sol una vez cada 451 años. Llegará al perihelio alrededor de septiembre de 2201, La incertidumbre en el tiempo de paso del perihelio es de ≈1 mes. a una distancia de aproximadamente 35,5 UA. Actualmente está cerca de afelio, 80 UA del Sol y, como resultado, tiene una magnitud aparente de 22. Su órbita tiene una inclinación significativa de 33°.

## Propiedades físicas
Chiminigagua tiene un diámetro de aproximadamente 740 km, colocándolo en una zona de transición entre TNO medianos y grandes. Usando Atacama Large Millimeter Array y el par de Telescopios Magallanes, se encontró que el albedo era de 0,17, y su color era moderadamente rojo. 
El brillo de Chiminigagua varía en menos de 0,06 mag durante horas y días, lo que sugiere que tiene un período de rotación muy largo, una forma aproximadamente esferoidal o un eje de rotación que apunta hacia la Tierra.
Brown estima que Chiminigagua es muy probablemente un planeta enano, debido a su gran tamaño. Sin embargo, Grundy et al. calcule que cuerpos como Chiminigagua, de menos de aproximadamente 1000 km de diámetro, con albedos de menos de ≈0,2 y densidades de ≈1,2 g/cm³ o menos, pueden retener un grado de porosidad en su estructura física, ya que nunca colapsaron en cuerpos completamente sólidos.

## Satélite
Utilizando las observaciones Telescopio espacial Hubble tomadas en enero de 2018, Scott S. Sheppard encontró un  satélite alrededor de Chiminigagua, 0,17 segundos de arco de distancia y 3,0 ± 0,2 mag más débil que el primario. El descubrimiento se anunció el 10 de agosto de 2018. Suponiendo que los dos componentes tienen albedos iguales, tienen un tamaño de aproximadamente 740 km y 190 km, respectivamente. Se han realizado observaciones de seguimiento entre mayo y julio de 2018 para determinar la órbita del satélite, pero los resultados de esas observaciones aún no se han publicado. Una vez que se conoce la órbita, se pueden determinar las masas y las densidades de los dos componentes.